# Chudaczewko
Chudaczewko (deutsch Neu Kuddezow) ist ein Dorf im Nordosten der polnischen Woiwodschaft Westpommern und gehört zur Landgemeinde Postomino (Pustamin) im Powiat Sławieński (Schlawer Kreis).

## Geographische Lage
Das kleine Bauerndorf liegt in Hinterpommern, am nördlichen Hang einer Schleife der Wipper (poln. Wieprza), neun Kilometer nördlich der Kreisstadt Sławno (Schlawe).
Nachbargemeinden sind: im Süden und Westen Mazów (Meitzow), im Norden Chudaczewo (Alt Kuddezow), und im Osten Pieńkowo (Pennekow) sowie Wilkowice (Wilhelmine).
Die Landschaft ist von dem Urstromtal der Wipper bestimmt, die sich in Windungen von Osten nach Westen durch die hier besonders ausgeprägten Waldgebiete zieht.

## Geschichte
Der Ortsname Neu Kuddezow wurde zur Unterscheidung von Alt Kuddezow, früher nur Kuddezow genannt, eingeführt. Neu Kuddezow ist die planmäßige Anlage einer Siedlung im Rahmen der Siedlungspolitik Friedrichs des Großen in Form eines engen, beiderseitig bebauten Straßendorfes. Im Jahre 1753 wurde sie auf Rodungsflächen im ehemals so genannten Kuddezower Wald angelegt. 16 einheimische Familien konnten hier ihren eigenen Hof erwerben.
Im Jahre 1784 hat das Dorf 19 Feuerstellen. 1818 lebten hier 112 Menschen, deren Zahl nahezu gleichbleibend war und 1939 dann 127 betrug.
Bis 1945 war Neu Kuddezow eine Landgemeinde im Landkreis Schlawe i. Pom. in der preußischen Provinz Pommern. Neu Kuddezow gehörte zum Amtsbezirk Pennekow, war auch Sitz des Standesamtes, während das zuständige Amtsgericht das Amtsgericht Schlawe war.
Gegen Ende des Zweiten Weltkriegs erfuhr das Dorf am 8. März 1945 die Besetzung durch Rote-Armee-Truppen. Zahlreiche Menschen wurden verschleppt oder kamen infolge der Besetzung um. Wenig später wurde Neu Kuddezow zusammen mit ganz Hinterpommern von der Sowjetunion der Volksrepublik Polen zur Verwaltung überlassen. In der Folgezeit wurde die einheimische Bevölkerung von der polnischen Administration aus dem Kreisgebiet vertrieben. Der Ortsname wurde zu „Chudaczewko“ polonisiert.
Heute ist Neu Kuddezow unter dem Namen Chudaczewko ein Ortsteil der Gmina Postomino im Powiat Sławieński der Woiwodschaft Westpommern.

## Kirchen

### Kirchspiel bis 1945
Die Bevölkerung von Neu Kuddezow war vor 1945 fast ausnahmslos evangelisch. Kirchdorf war Alt Kuddezow, in dessen Kirchspiel auch Masselwitz lag. Es gehörte zum Kirchenkreis Rügenwalde in der Kirchenprovinz Pommern der Kirche der Altpreußischen Union. Letzter deutscher Geistlicher war Pfarrer Wilhelm Beyer.
Das katholische Kirchspiel war in Schlawe i. Pom.

### Kirchspiel seit 1946
Die seit 1945 und Vertreibung der Einheimischen hier lebenden Polen sind überwiegend römisch-katholisch. Der Ort gehört zum Kirchdorf Chudaczewo, das eine Filialkirche der Pfarrei Stary Kraków (Alt Krakow) ist. Sie liegt im Dekanat Darłowo (Rügenwalde) im Bistum Köslin-Kolberg der Katholischen Kirche in Polen.
Die wenigen evangelischen Einwohner werden vom Pfarramt in Koszalin (Köslin) in der Diözese Pommern-Großpolen der Evangelisch-Augsburgischen Kirche in Polen betreut.

## Schulen
Neu Kuddezow hatte bis 1945 eine einklassige Schule. Letzter deutscher Lehrer war Karl Wiese.

## Verkehr
Der Ort ist zu erreichen über Sławsko (Alt Schlawe), Radosław (Coccejendorf) und Mazów (Meitzow), wobei von hier aus anfangs eine Fährverbindung bestand, die heute durch eine Brücke ersetzt ist.
Eine Bahnverbindung bestand vor 1945 über Staniewice (Stemnitz). Nach der Demontage der ehemaligen Reichsbahnstrecke ist heute Sławno die nächstgelegene Bahnstation.

## Persönlichkeiten
- Klaus Lommatzsch (1936–2022), deutscher Politiker (SPD), Mitglied der Stadtverordnetenversammlung von Berlin